# Anogmus hungaricus
Anogmus hungaricus är en stekelart som först beskrevs av Erdös 1948.  Anogmus hungaricus ingår i släktet Anogmus, och familjen puppglanssteklar. Arten är reproducerande i Sverige.